# ゲッティンゲンの18人
ゲッティンゲンの18人（ドイツ語: Göttinger Achtzehn）とは、1957年に西ドイツのゲッティンゲンで「ゲッティンゲン宣言」を発表した18人の原子力研究者。西ドイツの核武装に反対するとともに、一切の核開発に関する研究に関与しない姿勢を示した。

## 背景と内容
冷戦下での核開発が進められるなか、アメリカ合衆国は原子爆弾より破壊力のある水素爆弾の実験に成功した。1954年には日本の漁船乗組員が被爆する第五福竜丸事件が起こり、翌1955年には原水爆禁止世界大会の開催、科学者によるラッセル・アインシュタイン宣言など、世界規模での反核運動が高まっていた。また、この年は西ドイツが国家主権を回復し、北大西洋条約機構（NATO）に加盟した年でもあった。こうしたなか、1957年4月12日に、18人の核に関する研究を行う科学者たちが、西ドイツのゲッティンゲンにおいて、西独首相のコンラート・アデナウアーと当時の国防大臣フランツ・ヨーゼフ・シュトラウスに対して、核武装に反対することと、核保有にむけた一切の研究に関わらない声明を発表した。これはゲッティンゲン宣言（Göttinger Manifest, Göttinger Erklärung）と称される。
「ゲッティンゲンの18人」という表現は、19世紀前半にゲッティンゲン大学の7人の教授が、当時ゲッティンゲンを治めていたハノーファー王国のエルンスト・アウグスト王が行った新憲法の破棄に対して、抗議を行った事件（ゲッティンゲン七教授事件）の「ゲッティンゲンの7人」になぞらえたものでもある。

## 声明に署名した18人
- フリードリヒ・ボープ（英語版）
- マックス・ボルン
- ルドルフ・フライシュマン（英語版）
- ヴァルター・ゲルラッハ
- オットー・ハーン
- オットー・ハクセル（英語版）
- ヴェルナー・ハイゼンベルク
- ハンス・コプファーマン（英語版）
- マックス・フォン・ラウエ
- ハインツ・マイアー＝ライブニッツ（英語版）
- ヨーゼフ・マッタウフ（英語版）
- フリードリヒ・パネト（英語版）
- ヴォルフガング・パウル
- ヴォルフガング・リーツラー（ドイツ語版）
- フリッツ・シュトラスマン
- ヴィルヘルム・ヴァルヒャー（英語版）
- カール・フリードリヒ・フォン・ヴァイツゼッカー
- カール・ヴィルツ（英語版）